# 華麗なる相続人
『華麗なる相続人』（かれいなるそうぞくにん、Bloodline）は、1979年のアメリカ合衆国・西ドイツのサスペンス映画。監督はテレンス・ヤング、出演はオードリー・ヘプバーンとベン・ギャザラなど。原作はシドニィ・シェルダンの1977年の小説『血族』。

## ストーリー
世界的なスイスのロフ製薬の社長、サム・ロフがスイスの山に登攀している途中でザイルが切れ、事故死した。直ちに社長の右腕だったリースがニューヨークにいるサムの一人娘エリザベスに伝えに行く。
またエリザベスのいとこ達にもサムの訃報が伝えられ、重役会がチューリッヒで開かれることになった。
サムは銀行に6億5000万ドルもの借金をしており、サムが亡くなると返済しろと迫ってきていた。ロフ製薬会社は同族会社であり、株を公開していなかった。いとこ達は株の公開を勧めたが、以前にもサムが株の公開を拒んだことを知り、一旦保留にして散会する。
エリザベスはサムのルーツを探りにポーランドのクラクフのゲットー跡地に行く。サムはそこで医者になり、やがて弟達と会社を興し、一代で大製薬会社にしていた。サムは「狐を鶏小屋に入れるな」と言っており、同族経営を貫いていた。2回目の重役会議で、過半数の株を持つエリザベスは株を公開しないことに決めたと発表、いとこ達は落胆する。そこへホーナング警部がやってきて、ザイルは銃弾で切られており、殺人だった事を明かす。
実はいとこ達とその配偶者にはそれぞれお金を至急必要な動機があった。
イギリス支社の責任者で、上院議員のアレックには年の離れた若い妻ビビアンがおり、彼女がギャンブルに嵌り多額の負けが込んでおり、闇の組織から至急払うように脅されていた。
フランス支社は経営が火の車であり、勝ち気なエレーヌは会社を乗っ取ろうとしていた。またその夫のシャルルはぶどう園経営のために妻に内緒で危ないところから多額の借金をし、失敗して命を脅かされ、妻の宝石をこっそり模造品と交換して盗んでいた。
イタリア支社のシモネッタの夫のイーボは妻との間の3人の娘の他に、長年の愛人ドナテラとの間にも3人の息子がおり、養育費100万ドルを即刻支払わなければ、奥さんにバラすと言われて追い詰められていた。
エリザベスとリースはサムが山に登った時の宿に行ってみるが、そこでエリザベスはスノーモービルに轢かれそうになる。またサムのガイドをした人間は村の人間ではなく、実在しない名前だったこともわかる。しかもロフ家の使いだと騙る人間が来て、サムの遺品を持ち帰ろうとしたことも判明するが、宿の機転で遺品は警察に渡されていた。
ホーナング警部に遺品を返してもらったエリザベスは秘書のケイトだけを伴ってサルディニア島の別荘で遺品の中にあったサムの最後の肉声の入ったテープを聞く。そこではつい最近、会社の4件もの新薬の機密情報が他社に漏れていたことが判明する。扱えるのは身内である誰かである、目処も付いていると語られていた。翌日エリザベスが乗った車は、ブレーキが効かなくなっており、事故を起こしてしまったが、幸いにも軽い怪我だったため、短期の入院で済んだ。
退院後、エリザベスはケイトに相談し、会社が研究室に抱えるジョエッペリ博士に会いに行くと、老化を止める薬が完成していることがわかる。エリザベスは1年で量産できるように頼み、他の誰も入れないように念を押して帰るが、その際にトラックに轢かれそうになる。
次の重役会でエリザベスは画期的な新薬が開発された事を話し、銀行にはエリザベスがリースと形式だけでも結婚する事によって経営を任せるとして、借金返済1年の猶予を勝ち取り、株は非公開のままとなった。
サルディニア島で結婚式が開かれ親戚一同が集まるが、エリザベスがホーナング警部にサムのテープを渡そうとすると、盗まれている事に気づく。
エリザベスは結婚初日から銀行との打ち合わせで秘書ケイトと共にスイスの本社に戻る。本社を出ようとして社長室前のエレベーターを待っているときに、エリザベスはイヤリングを忘れていた事に気づき、取りに戻っている間にケイト1人が乗るが、そのエレベーターが墜落してケイトが死ぬ。
また、イギリスではビビアンが釘で膝を床に打ち付けられて救急車で運ばれていた。他の親戚達もそれぞれもうのっぴきならないところまで来ていた。
形式だけと言っていたが実はリースを好きだったエリザベスは、リースにパリに呼ばれ喜んで出向くが、単に仕事の件であった。晩にはマキシムで2人で食事をするが、リースに声をかける大勢の女性に嫉妬し、エリザベスはマキシムを出てしまう。追いかけて来たリースに「あなたが好きなのよ、わからないの？」と言うエリザベス。初めてその日夫婦として結ばれた。
その頃、各国では川から絞殺された全裸の若い娼婦の死体が見つかっていた。彼女達には必ず首に赤いリボンが巻かれていた。また、それらの娼婦が写ったスナッフフィルムが見つかり、そのフィルムはロフ製薬が買っていたことが判明するが、買っていた仲買人はすでに行方が分からなくなっていた。
ある晩、ジョエッペリ博士のもとへ誰かが訪ねてくる。エリザベスに誰も入れるなと言われていたが「あなたなら」と中へ入れてしまう。その夜、スイスに戻っていたエリザベスが寝ていると電話が鳴り、研究所が燃えており、ジョエッペリ博士が死んだ事を告げられる。リースはおらずどこへ行ったかわからない。
翌日社長室でホーナング警部にはリースを含む親族の身辺を洗っているところだと教えられる。リースに疑いを持ったエリザベスは、会社のリースの部屋に行ってみるが、そこで開かない引き出しがある事に気づき、無理やり開けてみると、中には盗まれたサムのテープが入っていた。エリザベスはホーナング警部にサルディニアに来てと連絡する。そこへリースが戻ってそちらへ向かっていると内線が入り、エリザベスは慌てて逃げ出す。
エリザベスはサルディニアに行くが、空港では警察が待っていて24時間護衛すると言う。別荘に着くと、緊張で疲れたエリザベスに警察官がコーヒーを出してくれ、ついウトウトしてしまう。
南イタリア特有のシロッコの風の音で目覚めると夜になっていた。寝過ぎてしまったと思うが、護衛していたはずの警官達はどこにも見当たらない。コーヒーに細工されていた事に気づいたが、既に電話線も切られていた。その時家中の電気が消え、誰かが階段を上がってくる音がする。事故死には見せかけまいと、部屋中の家具を倒したり壊したりして争った形跡のようにするが、その時部屋の隙間から煙が入り、炎が上がった。ベランダから屋根に上り、別の部屋へ逃げようとするエリザベス。すると別々の部屋でエリザベスにこっちだと呼びかける2人の人影。しかしそのうちの1人の手には赤いリボンが握られていた。

## キャスト
エリザベス・ロフ
演 - オードリー・ヘプバーン、日本語吹替 - 池田昌子
大手製薬会社ロフ製薬社長サム・ロフの娘。
リース・ウィリアムズ
演 - ベン・ギャザラ、日本語吹替 - 小林勝彦
ロフ製薬重役。サムの右腕だった男。
サー・アレック・ニコルズ
演 - ジェームズ・メイソン、日本語吹替 - 内田稔
ロフ一族の人間で、英国貴族。
ビビアン・ニコルズ
演 - ミシェル・フィリップス、日本語吹替 - 小宮和枝
アレックの若妻。浪費家。
イーボ・パラッツィ
演 - オマー・シャリフ、日本語吹替 - 坂口芳貞
シモネッタの夫。傷害の逮捕歴がある。
シモネッタ・パラッツィ
演 - イレーネ・パパス、日本語吹替 - 来宮良子
ロフ一族。イーボの妻。イーボとの間に3人の娘を産む。
ドナテラ
演 - クラウディア・モーリ、日本語吹替 - 松金よね子
イーボの愛人。イーボとの間に3人の息子を産む。
シャルル・マルタン
演 - モーリス・ロネ、日本語吹替 - 宮田光
ロフ製薬フランス支社長。
エレーヌ・ロフ=マルタン
演 - ロミー・シュナイダー、日本語吹替 - 此島愛子
ロフ一族。シャルルの妻。カーレーサー。リースと愛人関係。
マックス・ホーナング
演 - ゲルト・フレーベ、日本語吹替 - 富田耕生
スイス警察警部。サム・ロフ殺害事件を担当。
ケイト・アーリング
演 - ベアトリス・ストレイト
社長秘書。
ユリウス・プラガー
演 - ヴォルフガング・プライス
取引先銀行頭取。

## 製作
製作会社の「ゲリア」は高額所得者が西ドイツの税制上の優遇措置を利用して節税するために設立された映画製作シンジケートであった。その「ゲリア」が1978年『華麗なる相続人』に600万ドルを出資、ただし年内に使い切る、という条件つきであった。誰も損をしない、映画が当たらなくても出資者もキャストもスタッフも全員が得をする、という企画であった。アメリカABCテレビも協力、映画の公開から3年後にテレビで放映できる権利を獲得した。
映画界のエージェントであるカート・フリングスは都合の良い立場にあって、それを利用。フリングスの顧客の一人であるテレンス・ヤングはすぐに監督を引き受けた。
主役のエリザベスの役は、ジャクリーン・ビセット、キャンディス・バーゲン、ダイアン・キートンらに断られた後、やはりフリングスの顧客であるオードリー・ヘプバーンに決まった。
ヘプバーンは最初この役に乗り気でなかった。テレンス・ヤングが言うには「オードリーはノーと強い調子で言った。もう映画に出る気はないと。僕は2週間かけて、また映画に出るかもしれない、というところまで彼女を説得した。次は彼女に脚本を読んでもらうことだった。それから次にこれが良い脚本だと力説した。そうしておいてまた仕事を始めても次男ルカの生活を破壊することにはならないと説きつけた」と語っている。ヘプバーンは撮影スケジュールを見せてもらい、大部分を当時住んでいたローマで撮影すればよく、いざという時に息子たちの元に駆けつけられることを確認してから引き受けた。
原作者のシドニィ・シェルダンはエージェントのカート・フリングスが電話をかけてきてヘプバーンがこの役を引き受けそうだと聞くと、「ものすごく興奮した」という。「オードリーは自分があの役をやることをあなたがどう思うか知りたがっている。彼女は年を取りすぎているんじゃないかと心配しているんですよ」と聞くと、「あなたなら完璧だ、と彼女に伝えてください。必要ならペーパーバックの方の年齢を書き換える」と言って、原作のエリザベスは23歳だったのだが、35歳に書き換えた。
ヘプバーンの出演料は100万ドルとも125万ドル（と収益のパーセンテージ）とも言われている。ヘプバーンが出演し、そういう高額の出演料がつくと一夜にしてその価値は変わり、まだ何も動いてないうちから海外の配給業社が買いに殺到したという。

## エピソード
- ロフ製薬会社本社の外観にはBMW本社ビルの外観が使われている。
- 1982年9月にアメリカのABCテレビで放映された際、116分の上映時間だったものが3時間枠に拡大されている[4]。この際、テレビにはふさわしくない12分がカットされ、代わりに劇場ではカットされていた37分のフィルムが加えられた141分バージョンが放映された[4]。なお、このバージョンは日本では放映されていない。